# ريكاردو جاي كاباييرو
ريكاردو جاي كاباييرو (بالإسبانية: Ricardo J. Caballero) هو اقتصادي تشيلي، ولد في 20 أكتوبر 1959 في بونتا أريناس في تشيلي.